# Burgstall Altes Schloss (Endsee)
Der Burgstall Altes Schloss bezeichnet eine abgegangene Spornburg auf einem Sporn des 471 m ü. NHN hohen Endseer Berges nordwestlich von Endsee, einem heutigen Ortsteil der Gemeinde Steinsfeld im Landkreis Ansbach in Bayern.

## Geschichte
Die Herren von Endsee erscheinen ab 1115 in der historischen Überlieferung. Ungefähr um diese Zeit wurde auch ihre Burg auf dem Endseer Berg als Nachfolger der Turmhügelburg Endsee westlich des Ortes angelegt. Wohl am Ende der 1220er Jahre verkaufte Albert II. von Endsee die Burg an den Bischof von Würzburg und erhielt sie als Lehen zurück. 1231 wurde die Burg zwischen dem Bistum und den Herren von Endsee aufgeteilt und die Verfügungsgewalt über die einzelnen Bereiche vertraglich festgelegt. Spätestens mit dem Tode Alberts 1239 ist die Burg aber vollständig in die Hände des Bistums gekommen. Vor 1261 gelangten die Grafen von Hohenlohe auf nicht geklärtem Weg in den Besitz der Burg. Zunächst verpfändeten sie sie an die Stadt Windsheim, verkauften sie aber schließlich 1387 an die Reichsstadt Rothenburg. 1407 wurde die Burg im Konflikt über die Rothenburger Territorialpolitik von den Nürnberger Burggrafen Friedrich und Johann und dem Würzburger Bischof erobert. Endsee ging danach an den Burggrafen Johann. 1408 ordnete König Ruprecht von der Pfalz die Rückgabe der Burgen an Rothenburg an, befahl aber gleichzeitig deren Entfestigung. Diese wurde von der Stadt Rothenburg auch durchgeführt. Allerdings wurde die Burgkapelle noch 1414 erwähnt. Die Quader sollen für den Bau der St.-Jakobs-Kirche in Rothenburg verwendet worden sein.

## Beschreibung
Die Burg Endsee liegt auf dem nordöstlichen Plateausporn des Endseer Berges. Die dreiteilige Anlage besitzt einen komplizierten Aufbau, sie besteht aus der Kernburg, einer kleinen Vorburg im Westen und einer größeren Vorburg, die sich im Nordosten den Hang hinunter erstreckt. In West-Ost-Richtung ist die Anlage ca. 440 m lang, in Nord-Süd-Richtung 120–230 m breit. Im Westen und Süden ist die Anlage durch einen 22 m breiten und 6–8 m tiefen Halsgraben von der Hochfläche abgeschnitten. 20 m innerhalb trennt ein weiterer Graben von 20 m Breite und 6–7 m Tiefe die Kernburg ab. Das Aushubmaterial der beiden großen Gräben bildet im Nordwesten Schuttkegel im Hang. Um die sich daraus ergebende Annäherungsmöglichkeit zu erschweren, sind dort noch kleinere Wälle und Gräben angelegt.
Die Kernburg umfasst eine Fläche von 85 × 45 m. Sie ist ringsum durch einen tiefen Hanggraben geschützt, dessen Aushub zu einem Außenwall aufgeschüttet wurde. Die Ringmauer ist heute nur noch als Randwall erhalten. Der ehemalige Gebäudebestand lässt sich aus einer Urkunde von 1231 erschließen: zwei Türme mit angebauten Steinhäusern und Kemenaten, ein großer Saal neben dem Turm mit Schüttboden und Keller. In der Mitte der Westseite der Kernburg sind noch die Fundamente eines achteckigen Bergfrieds aus Buckelquaderwerk von 11 m Durchmesser erkennbar. Ansonsten ist das Plateau durch Steinraub zerfurcht. Ein Brunnenschacht aus Hausteinen befindet sich südlich außerhalb der Kernburg. Die Wall-Graben-Befestigung der zweiten Vorburg setzt in der Mitte der Nordseite bzw. der Südostecke der Hauptburg an. Sie umschließt ein Areal mit einer maximalen Größe von 180 × 170 m.